# ضد شکار
مخالفت با شکار یا در برابر شکار (به انگلیسی: Opposition to hunting)، جنبشی است توسط مردم یا گروه‌هایی که مخالف فرایند شکار هستند و اغلب در پی قانونگذاری علیه شکار هستند پشتیبانی می‌شود و گاهی به نافرمانیهای مدنی مانند حرکت خرابکاری عمدی علیه شکار دست می‌زنند.

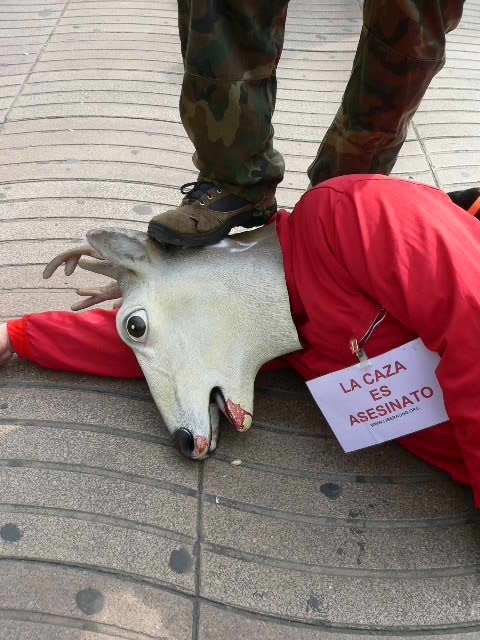
اعتراض علیه مجوزهای شکار توسط سازمان حقوق جانوران لیبرا! در بارسلون

اصطلاح پاد شکارگری برای توصیف مخالفان شکار به کار می‌رود، درحالی که این واژه تحقیرآمیز دیده نمی‌شود و به‌شکل گسترده‌ای توسط حامیان شکار به کار گرفته می‌شود. پشتیبانان شکار مدعی هستند که دنباله‌روان جنبش رودررویی با فرایند شکار، برپایه واکنش‌های هیجانی و احساسی هستند که موجود کشته شده و توسط شکارگر خورده می‌شود، درحالی‌که آن‌ها از اینکه فعالیت‌های شکارگری نوین، برپایه قانونگذاری‌های تنظیمی علمی هستند که همزمان بهبود شرایط زیستگاه و افزایش شمار یک گونه شکار قانونی را نیز در نظر می‌گیرد، غفلت می‌کنند.

## ریشه‌های شکل‌گیری جنبش
مخالفت با شکار پدیده نوی نیست. داستانسرای دوره ویکتوریا، ویلیام گیلبرت گفته‌است کمین و شکار آهوی کوهی ورزش بسیار خوبی است البته اگر تنها آهو مسلح به تفنگ باشد کِلِرت، در بررسی ویژگی‌ها و نگرش‌های شکارچیان و پادشکاران، دنباله‌روان جنبش رودررویی با شکار را افرادی معرفی می‌کند که با استدلال شکار برای تفریح (و نه از روی اجبار) ناپسندیده و غلط است قویا موافقند. طبق استنتاج کلرت، دو منبع اصلی انگیزشی ضدشکارگری، نگرش‌های نگاه انسانی (انسان‌دوستانه) و نگرش فلسفی-اخلاقی هستند.